# 硅硼钙石
硅硼钙石（英語：是一種氫氧化硼鈣矽酸鹽，CaBSiO4(OH)。 該礦物於 1806 年被埃斯馬克 (Jens Esmark)命名。名稱意爲為“分裂”和 “石頭”，指礦物的顆粒結構。 
硅硼钙石屬單斜晶系，呈棱柱晶體和結節狀塊體。 光澤呈玻璃光澤，呈棕色、黃色、淺綠色或無色。 莫氏硬度為5.5，比重為2.8-3.0。

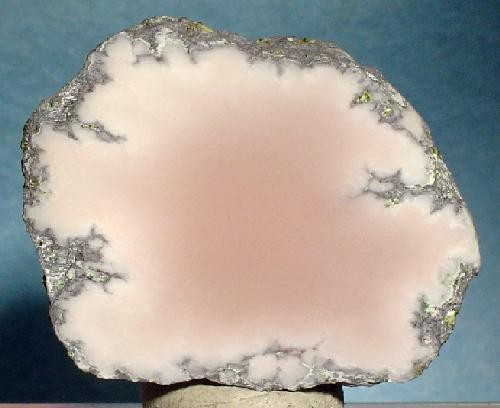
拋光的硅硼钙石結核，標本地點：密歇根銅礦區 昆西礦(尺寸: 4.1 x 3.3 x 1.7 cm)

標準產地位於康涅狄格河谷和挪威奧斯特阿德德的阿倫達爾的輝綠岩中。 伴生礦物包括葡萄石、赛黄晶、硅铁灰石、綠簾石、天然銅、方解石、石英和沸石 。 它在密歇根蘇必利爾湖地區的銅礦床中分佈很廣。 常為鎂鐵質火成岩中的次生礦物，通常與沸石一起填充玄武岩中的氣孔。 與世界上大多數地方不同，蘇必利爾湖地區出產的硅硼钙石比較特殊，通常呈細粒狀，並帶有彩色條帶。 顔色是由於含銅或相關礦物的熱液沉澱造成的。
Botryolite 是一種葡萄狀形式的硅硼钙石。